# Bodenertrag
Bodenertrag ist in der Volkswirtschaftslehre der Ertrag des Produktionsfaktors Boden.

## Allgemeines
Jeder volkswirtschaftliche Produktionsfaktor erzielt einen Ertrag. Bei der Arbeit ist es das Arbeitseinkommen, beim Kapital der Zinsertrag, die Ertragsleistung des Bodens ist das Ergebnis der Wechselbeziehung zwischen Bodenfruchtbarkeit und menschlicher Arbeit. Die Bodennutzung führt in der Landwirtschaft zur Ernte (Früchte, Weinlese, Getreideernte), in der Forstwirtschaft zur Holzernte und im Bergbau zum Abbau von Rohstoffen. Im weiteren Sinne gehören zum Bodenertrag auch die Rechtsfrüchte, also Mieteinnahmen oder Pachtzinsen aus der Vermietung oder Verpachtung des Bodens.

## Geschichte

Ertragsgesetzlicher Kurvenverlauf: Änderung der Ausbringungsmenge durch Variation des Faktors.

Mit dem landwirtschaftlich genutzten Boden und dem Bodenertrag als Ergebnis der Nutzung befassten sich vor allem die Physiokraten. Der Physiokrat François Quesnay definierte 1757 den Bodenertrag als „das Ergebnis der Bodenbeschaffenheit und des Menschen. Ohne die Arbeit des Menschen hat der Boden keinen Wert“. Er forderte 1760 die Besteuerung des Bodenertrags durch eine Einheitssteuer (französisch impôt unique), welche die einzige Quelle für die Steuereinkünfte des Staates bilden müsse. Er stellte fest, dass es einen Überschuss des Bodenertrags über die Kosten der Feldbestellung gibt. Zeitgenosse Anne Robert Jacques Turgot formulierte 1768: „Wirft man Saat auf einen Boden von natürlicher Fruchtbarkeit, der jedoch nicht bearbeitet ist, so wäre diese Aufwendung fast verloren. Ist der Boden einmal gepflügt, so wird der Ertrag schon größer und nach zwei- und dreimaligem Pflügen nicht nur verdoppelt und verdreifacht, sondern vervier- und verzehnfacht. Auf diese Weise nimmt der Ertrag viel stärker zu als die Aufwendungen … Überschreitet man das Produktionsoptimum durch weitere Aufwendungen, so wird der Ertrag zwar noch steigen, aber umso weniger und immer weniger, bis die Fruchtbarkeit des Bodens erschöpft ist und jeder weitere Aufwand außerstande bleibt, noch etwas hinzuzufügen (Produktionsmaximum)“. Das hierin zum Ausdruck kommende Bodenertragsgesetz (auch: Gesetz vom abnehmenden Bodenertrag) beherrscht seither mit seinem Modell der Beziehung zwischen Faktoreinsatz (englisch input: Saatgut, Düngemittel, Landtechnik) und Ertrag (englisch output: Ernte) die wirtschaftswissenschaftliche Diskussion und ist heute auch Grundlage der in der Betriebswirtschaftslehre angewandten limitationalen Produktionsfunktion. Sein Name erscheint indes nicht besonders glücklich, weil hierdurch leicht die irrtümliche Auffassung entstehen kann, als ob man es mit absolut abnehmenden Bodenerträgen zu tun hätte, während es sich lediglich um relativ abnehmende Bodenerträge handelt.
Adam Smith kritisierte in seinem Buch Der Wohlstand der Nationen (März 1776) die Ansichten der Physiokraten, dass der „Bodenertrag […] die einzige Quelle von Einkommen und Reichtum eines Landes“ sei. Für ihn bestand diese Auffassung lediglich aus Spekulationen „einer Handvoll gelehrter und origineller Denker in Frankreich“. Smith sieht in der Grundrente denjenigen Teil des Ertrages, der dem Grundeigentümer gehört, der durch Pächter zu entrichtende „Preis für die Nutzung von Grund und Boden“. Das Einkommen des Volkes aus dem Boden stehe nicht im Verhältnis zur Grundrente, sondern zum Bodenertrag selbst.
Thomas Robert Malthus untersuchte 1798 das Verhältnis von Bevölkerungswachstum und Bodenertrag und gelangte in seinem Bevölkerungsgesetz zu der Prognose, dass der Bodenertrag nur in arithmetischer Progression (1, 2, 3, 4, 5 usw.) wachsen könne, die Bevölkerung jedoch in geometrischer Progression (1, 2, 4, 8, 16 usw.) wachse, mit der Folge von Hunger und Armut. Nicht Verbesserungen in der Produktion, sondern Geburtenkontrolle (etwa durch Enthaltsamkeit) erschien dem Pfarrer Malthus als Möglichkeit, die Armut dauerhaft zu bekämpfen. Erst John Stuart Mill stützte 1848 diese Bevölkerungslehre mit dem Gesetz vom abnehmenden Bodenertrag. Der von Mill beeinflusste Neomalthusianismus propagierte Verhütungsmittel zur Geburtenkontrolle, die Malthus noch abgelehnt hatte. Ihre Prognosen sind heute verifiziert.
Im Gegensatz zu Smith interpretierte David Ricardo den Bodenertrag als Differentialrente, der damit aus dem Preisbildungsprozess ausscheidet. Ricardo definierte 1817 die Grundrente dagegen als jenen Teil des Bodenertrages, der dem Grundbesitzer für die Nutzung der ursprünglichen und unzerstörbaren Kräfte des guten Bodens gezahlt wird und aus der Differenz zwischen Weizenpreis und Lohn bestehe. Die Differentialrente ist nach Ricardo die Ertragsdifferenz, die sich aus dem Einsatz zweier gleicher Mengen an Arbeit und Kapital auf gleicher Bodenfläche ergibt. Für Karl Marx ist 1895 die Erzeugung einer Grundrente das oberste Ziel der landwirtschaftlichen Produktion. In der Grundrente sah er einen Teil des Mehrwerts.

## Landwirtschaftliche Praxis
Der landwirtschaftliche Bodenertrag (englisch yield per hectare, crop yield, agricultural output) gibt alle innerhalb einer Vegetationsperiode erwirtschafteten Güter an, die aus der Nutzung des Bodens entstanden sind und sich in Wert- oder Mengeneinheiten messen lassen. Angegeben wird er üblicherweise als Jahresertrag in Tonnen oder Euro je Hektar und Jahr (t/(ha*Jahr), €/(ha*Jahr)) und Entsprechungen. Der Bodenertrag ist abhängig von Bodenart und Bodenfruchtbarkeit, Geländebeschaffenheit und Klimafaktoren, sowie dem Einsatz von Kapital (zum Beispiel Saatgut, Düngemittel, Landmaschinen) und Arbeit beziehungsweise Prozessen und Produktionsmethoden (etwa Bodenbearbeitung).
In Bezug auf eine einzelne Pflanzenart wird der Bodenertrag gewöhnlich als Flächenertrag bezeichnet.

## Quantitative Erfassung
Quantitativ wird der Bodenertrag durch die Beziehungszahl
{\displaystyle {\text{Bodenertrag}}={\frac {\text{Erntemasse}}{{\text{Anbaufläche}}\times {\text{Betrachtungszeitraum}}}}\,}
mit der Einheit
{\displaystyle [{\text{Bodenertrag}}]=1\cdot {\frac {\text{t}}{{\text{ha}}\cdot {\text{a}}}}\,=1\cdot {\frac {\text{Tonnen}}{{\text{Hektar}}\cdot {\text{Jahr}}}}\,}
berechnet, wobei hier als Betrachtungszeitraum ein Jahr zugrunde gelegt ist.
Darin geht die Bodenproduktivität ein, die angibt, welche Erntemenge aus einer bestimmten Bodenfläche gewonnen werden kann. So erntete man im Jahre 1871 lediglich 0,9 Tonnen Roggen pro Hektar, 1912 schon 1,57 Tonnen. 1871 zog man 5 Tonnen Kartoffeln aus dem Hektar, 1914 führte man bereits 13,5 Tonnen vom Hektar. Im Jahre 2016 lagen die Ernteerträge bei 5,56 (Roggen) bzw. 45,4 (Kartoffeln). Im Jahre 2017 lag weltweit der Hektarertrag für Mais bei 5,6 Tonnen/Hektar, gefolgt von Reis (4,5), Weizen (3,4) und Gerste (3,0). Am gesamten Marktobst haben in Deutschland Äpfel mit 30,9 Tonnen/Hektar die höchste Ernteproduktivität, gefolgt von Birnen (22,4), Pflaumen/Zwetschgen (12,2), Erdbeeren (Freiland; 11,5) und Mirabellen/Renekloden (9,2).